# オピタル＝カンフルー
オピタル＝カンフルー （Hôpital-Camfrout、ブルトン語:An Ospital）は、フランス、ブルターニュ地域圏、フィニステール県のコミューン。ロピタル＝カンフルー（L'Hôpital-Camfrout）との表記がされることもある。

## 地理
オピタル＝カンフルーは、ブレスト停泊地の南東部にある半島上にある。この半島は北側をオピタル川の河口、南側をオーヌ川の河口とに挟まれ、オーヌ川左岸の海を挟んでランデヴェネックと向かい合っている。
オピタル＝カンフルーの町は標高6mの位置にあり、高潮の時は海となるリアス式海岸を背景としている。また町は、小さな海岸河川カンフルー川に架かる下流最後の橋がある。町の外に出れば丘が多く、ちょうど東側にアレ山地があるために標高が93mになる。町はアルモリカ地域圏自然公園の一部となっている。ティビディ島は行政上オピタル＝カンフルーに属する。

## 歴史

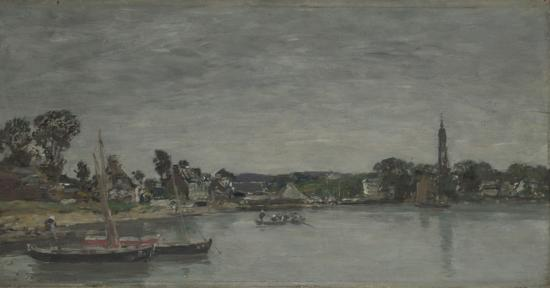
1870年頃ウジェーヌ・ブーダンが描いたオピタル＝カンフルーの風景

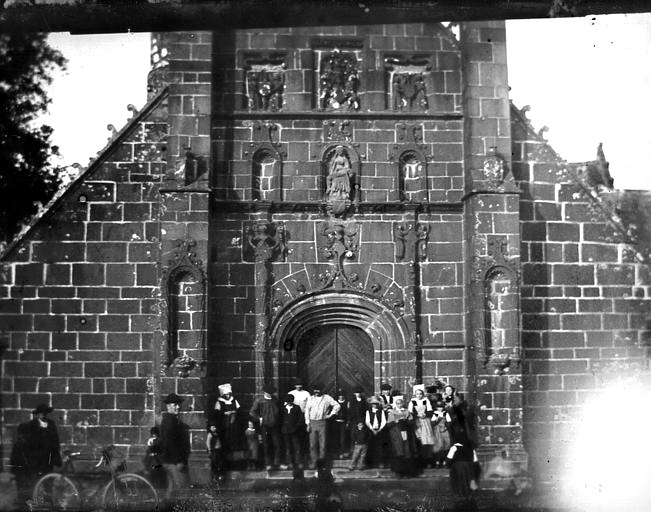
教区教会のファサードに集まる、民族衣装を着た人々。1900年頃

オピタル（hôpital）という名称は中世にさかのぼる。またCamfroutとは、ブルトン語のkamm（うねった）とfrout（小川）から生じた名称である。地名は時代とともに変化した。Gamfrout（1394年）、Galfrout（1489年、1574年）、L'Hospital Galfrout ou Camfrout、L'Hôpital du Frout、Notre-Dame de Galfrout（1701年）などである。
オピタル＝カンフルーは、もともとはランデヴェネック修道院傘下の小修道院で、慈善宿泊施設を併設していた。1072年、ランデヴェネック修道院長によってノートルダム・ド・カリスタンの名の下に施設付司祭職が設置された。修道士たちは、イロワーズ海に面したサン・マチュー・ド・フィーヌ・テール修道院からランデヴェネック修道院へ、そしてサンティアゴ・デ・コンポステーラの巡礼路へ向かう巡礼者たちに対応するため、おそらく宿泊施設のようなものを運営していた。12世紀、聖ヨハネ騎士団がラ・フイエにあるコマンドリー（騎士団領）へ移住してきた。そこでは規律が保たれ領地からあがる収益が受け取れた。オピタル＝カンフルーは、かつてはコルヌアイユ司教区に含まれるアンヴェックの小教区であった。正式に教区に格上げされたのは1821年である。
教区教会は、聖ゲノレの同伴者聖イデュレの聖遺物を収蔵している。
オピタル＝カンフルーは、何世紀にもわたってローマ軍団、略奪者、入植者、巡礼者、旅の商人たちが海上および陸上のルートとして通過してきた。ダウラ修道院の伝説的な創設者聖ジャウア、ランデヴェネック修道院の伝説的創設者聖ゲノレといったブリトン人たちはオピタル近郊に6世紀に上陸した。ノルマン人も10世紀に上陸している。
11世紀の公文書は、ヒベルニア（アイルランド島）やスコットランドの巡礼者たちがランデヴェネック修道院へ巡礼に向かうための中継地がオピタル＝カンフルーに建設されていたことを示している。
オピタルの名の由来は、かつてオピタル＝カンフルーにあった病院（おそらくハンセン病患者専用であった）である。運営は聖ヨハネ騎士団が主導し、ノートルダム・ド・ダウラ修道院に属するカンフルー小修道院の中にあった。
アンシャン・レジーム時代のロピタル＝カンフルーは本質的に漁業の小教区であったが、アマ栽培の文化が根付いていた。羊毛の生産も行われていた。
周辺のコミューンと同様に、20世紀初頭のオピタル＝カンフルーはアルコール依存症の問題と直面していた。1901年に掲載されたウエスト・エクレール紙の記事には、ケルサントン石の採石場に近接するオピタル＝カンフルーの、薄給で働く大勢の採石労働者たちが酒におぼれる様子が描かれている。
オピタル＝カンフルーの戦死者慰霊碑には、『フランスのために命を捧げた者』98名の名が刻まれている。そのうち70名が第一次世界大戦、22名が第二次世界大戦、3名がインドシナ戦争、1名が1955年に政情不安なモロッコでの戦死者、2名がアルジェリア戦争の戦死者である。
1946年9月3日のデクレによって、ロゴナ＝ダウラとイルヴィヤックから集落がロピタル＝カンフルーへ割譲された。

## 人口統計
| 1962年 | 1968年 | 1975年 | 1982年 | 1990年 | 1999年 | 2006年 | 2011年 |
| ------ | ------ | ------ | ------ | ------ | ------ | ------ | ------ |
| 1290   | 1209   | 1063   | 1407   | 1505   | 1641   | 1869   | 2173   |

参照元:1999年までEHESS、2004年以降INSEE

## 史跡
- ノートルダム・ド・ボンヌ＝ヌーヴェル教会 - 1490年より建設。南側ポーチは1611年完成。聖具室と交差廊は1634年完成。1821年より教区教会
- サンタンヌ礼拝堂 - ティビディ島と向かい合うトロオン集落にある
- カルヴェール - 16世紀

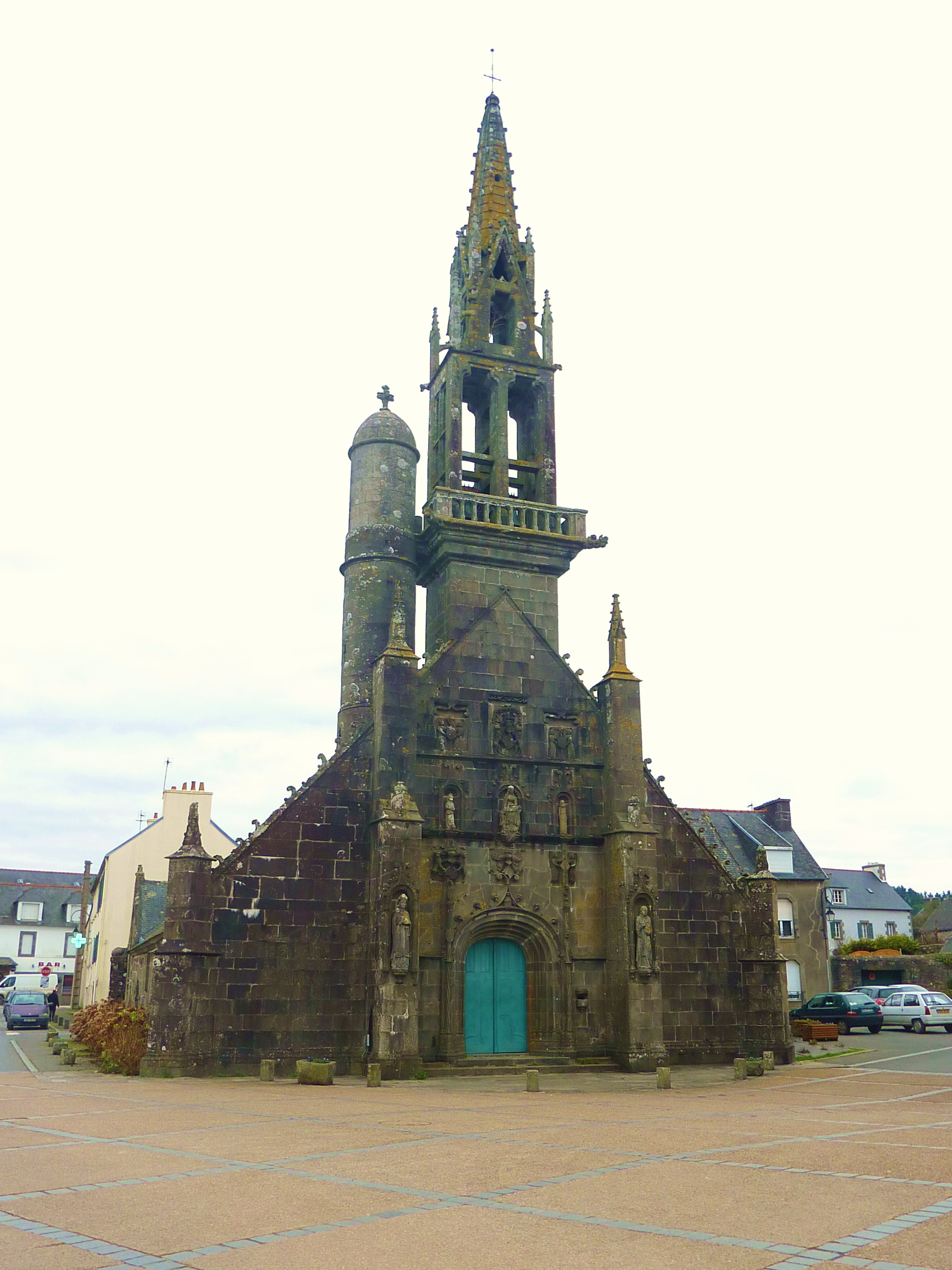
ノートルダム・ド・ボンヌ・ヌーヴェル教会
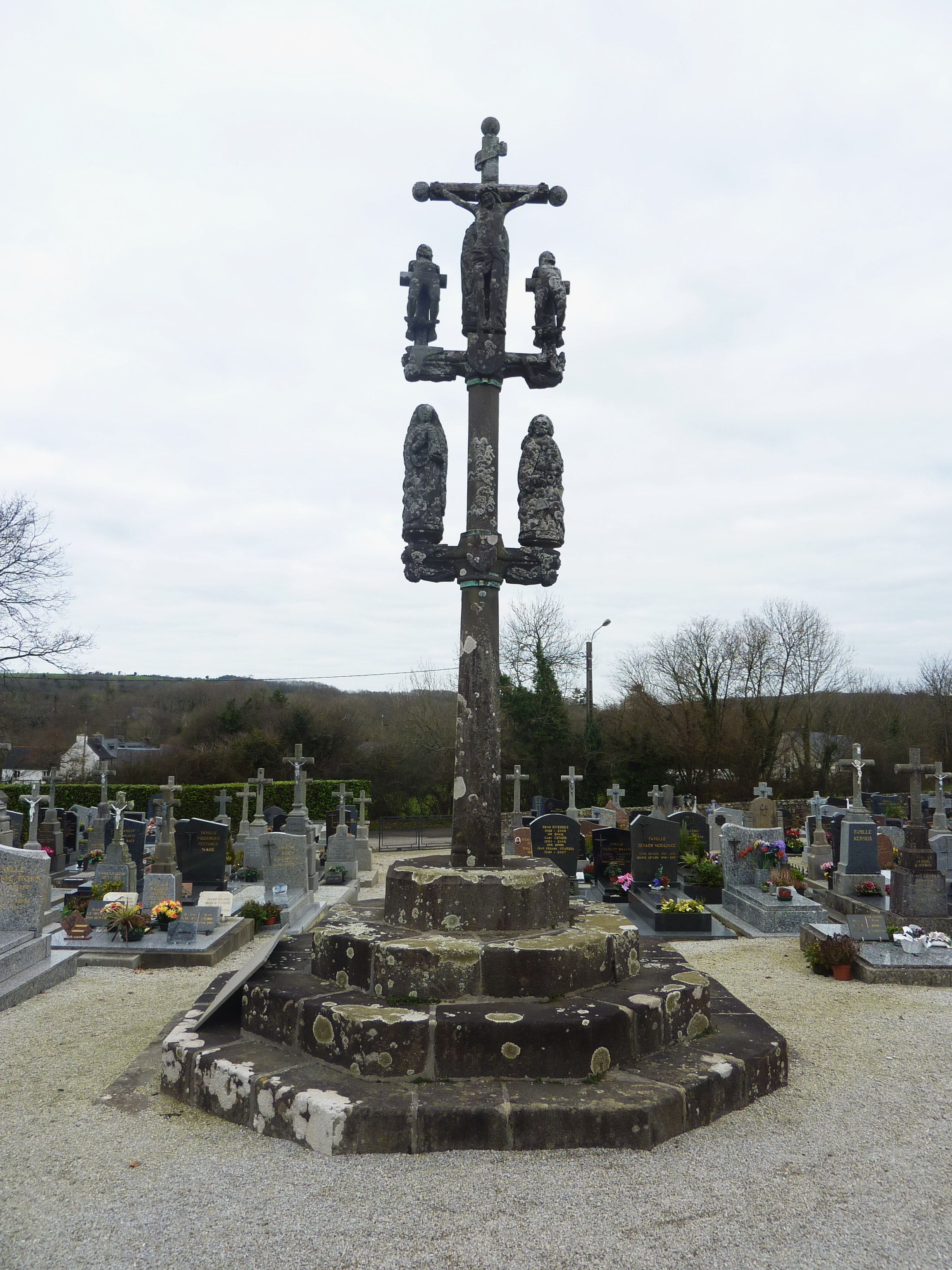
カルヴェール